# 贝尔韦尔德辛卡
贝尔韦尔德辛卡，是西班牙阿拉贡自治区韦斯卡省的一个市镇。总面积83平方公里，总人口1317人（2001年），人口密度16人/平方公里。